# Chaetabraeus sulcatorugosus
Chaetabraeus sulcatorugosus är en skalbaggsart som först beskrevs av Kanaar 1983.  Chaetabraeus sulcatorugosus ingår i släktet Chaetabraeus och familjen stumpbaggar. Inga underarter finns listade i Catalogue of Life.